# Giro del Lussemburgo 2011

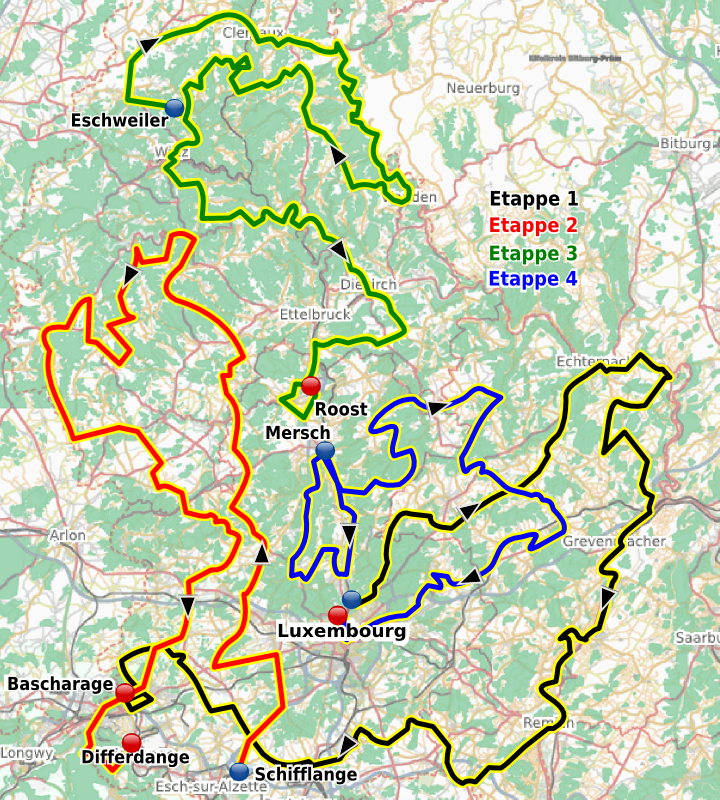
Tracciato della corsa

Il Giro del Lussemburgo 2011, settantacinquesima edizione della corsa, si svolse dal 1º al 5 giugno su un percorso di 733 km ripartiti in 4 tappe più un cronoprologo, con partenza e arrivo a Lussemburgo. Fu vinto dal tedesco Linus Gerdemann della Team Leopard-Trek davanti ai francesi Alexandre Geniez e Tony Gallopin.

## Tappe
| Tappa  | Data      | Percorso                                      | km    | Vincitore di tappa | Leader cl. generale |
| ------ | --------- | --------------------------------------------- | ----- | ------------------ | ------------------- |
| Prol.  | 1º giugno | Lussemburgo > Lussemburgo (cron. individuale) | 2,7   | Fabian Cancellara  | Fabian Cancellara   |
| 1ª     | 2 giugno  | Lussemburgo > Bascherange                     | 192,8 | Denis Galimzjanov  | Fabian Cancellara   |
| 2ª     | 3 giugno  | Schifflange > Differdange                     | 200,7 | Linus Gerdemann    | Linus Gerdemann     |
| 3ª     | 4 giugno  | Eschweiler > Roost                            | 185   | Davide Appollonio  | Linus Gerdemann     |
| 4ª     | 5 giugno  | Mersch > Lussemburgo                          | 152,1 | Romain Feillu      | Linus Gerdemann     |
| Totale | Totale    | Totale                                        | 733   |                    |                     |

## Dettagli delle tappe

### Prologo
- 1º giugno: Lussemburgo > Lussemburgo (cron. individuale) – 2,7 km

| Pos. | Corridore         | Squadra      | Tempo |
| ---- | ----------------- | ------------ | ----- |
| 1    | Fabian Cancellara | Leopard-Trek | 3'42" |
| 2    | Damien Gaudin     | Europcar     | a 5"  |
| 3    | Jimmy Engoulvent  | Saur-Sojasun | a 8"  |

| Pos. | Corridore         | Squadra      | Tempo    |
| ---- | ----------------- | ------------ | -------- |
| 1    | Fabian Cancellara | Leopard-Trek | 3h42'00" |
| 2    | Damien Gaudin     | Europcar     | a 5"     |
| 3    | Jimmy Engoulvent  | Saur-Sojasun | a 8"     |

### 1ª tappa
- 2 giugno: Lussemburgo > Bascherange – 192,8 km

| Pos. | Corridore         | Squadra      | Tempo    |
| ---- | ----------------- | ------------ | -------- |
| 1    | Denis Galimzjanov | Katusha Team | 4h48'32" |
| 2    | Gregory Henderson | Sky          | s.t.     |
| 3    | Davide Appollonio | Sky          | s.t.     |

| Pos. | Corridore         | Squadra      | Tempo    |
| ---- | ----------------- | ------------ | -------- |
| 1    | Fabian Cancellara | Leopard-Trek | 4h52'17" |
| 2    | Damien Gaudin     | Europcar     | a 5"     |
| 3    | Jimmy Casper      | Saur-Sojasun | a 8"     |

### 2ª tappa
- 3 giugno: Schifflange > Differdange – 200,7 km

| Pos. | Corridore       | Squadra      | Tempo    |
| ---- | --------------- | ------------ | -------- |
| 1    | Linus Gerdemann | Leopard-Trek | 5h16'19" |
| 2    | Arthur Vichot   | FDJ          | a 9"     |
| 3    | Jérémie Galland | Saur-Sojasun | s.t.     |

| Pos. | Corridore        | Squadra      | Tempo     |
| ---- | ---------------- | ------------ | --------- |
| 1    | Linus Gerdemann  | Leopard-Trek | 10h08'55" |
| 2    | Alexandre Geniez | Skil-Shimano | a 2"      |
| 3    | Tony Gallopin    | Cofidis      | a 3"      |

### 3ª tappa
- 4 giugno: Eschweiler > Roost – 185 km

| Pos. | Corridore         | Squadra      | Tempo    |
| ---- | ----------------- | ------------ | -------- |
| 1    | Davide Appollonio | Sky          | 4h44'31" |
| 2    | Denis Galimzjanov | Katusha Team | s.t.     |
| 3    | Mickaël Delage    | FDJ          | s.t.     |

| Pos. | Corridore        | Squadra      | Tempo     |
| ---- | ---------------- | ------------ | --------- |
| 1    | Linus Gerdemann  | Leopard-Trek | 14h53'26" |
| 2    | Alexandre Geniez | Skil-Shimano | a 2"      |
| 3    | Tony Gallopin    | Cofidis      | a 3"      |

### 4ª tappa
- 5 giugno: Mersch > Lussemburgo – 152,1 km

| Pos. | Corridore            | Squadra      | Tempo    |
| ---- | -------------------- | ------------ | -------- |
| 1    | Romain Feillu        | Vacansoleil  | 3h42'06" |
| 2    | Fränk Schleck        | Leopard-Trek | s.t.     |
| 3    | Pieter Vanspeybrouck | Vlaanderen   | s.t.     |

| Pos. | Corridore        | Squadra      | Tempo     |
| ---- | ---------------- | ------------ | --------- |
| 1    | Linus Gerdemann  | Leopard-Trek | 18h35'32" |
| 2    | Alexandre Geniez | Skil-Shimano | a 2"      |
| 3    | Tony Gallopin    | Cofidis      | a 3"      |

## Classifiche finali

### Classifica generale
| Pos. | Corridore         | Squadra                          | Tempo     |
| ---- | ----------------- | -------------------------------- | --------- |
| 1    | Linus Gerdemann   | Team Leopard-Trek                | 18h35'32" |
| 2    | Alexandre Geniez  | Skil-Shimano                     | a 2"      |
| 3    | Tony Gallopin     | Cofidis                          | a 3"      |
| 4    | Maxime Monfort    | Team Leopard-Trek                | a 5"      |
| 5    | Mickaël Delage    | FDJ                              | a 8"      |
| 6    | Jérémie Galland   | Saur-Sojasun                     | a 10"     |
| 7    | Jurgen Van Goolen | Veranda's Willems-Accent         | a 11"     |
| 8    | Julien El Fares   | Cofidis                          | s.t.      |
| 9    | Björn Leukemans   | Vacansoleil-DCM Pro Cycling Team | a 12"     |
| 10   | Alan Marangoni    | Liquigas-Cannondale              | a 13"     |